# Johan Lamotte
Johan Lamotte (23 mei 1962) is een Belgisch voormalig zaalvoetballer.

## Levensloop
Lamotte verdedigde de kleuren van Ford Sterrebeek.
Daarnaast was hij actief in het Belgisch zaalvoetbalteam. Met de Indoor Rode Duivels nam hij onder meer deel aan het wereldkampioenschap van 1989, alwaar hij met de nationale equipe vierde werd. Tevens werd hij er uitgeroepen tot beste keeper van het toernooi. In totaal verzamelde hij 22 caps.